# جاش بایسل
جاش بایسل (انگلیسی: Josh Bycel) فیلم‌نامه‌نویس، شورانر، و تهیه‌کننده تلویزیونی اهل ایالات متحده آمریکا است.
از فیلم‌ها یا مجموعه‌های تلویزیونی که وی در آن‌ها نقش داشته‌است، می‌توان به مخالفان خورشیدی، پایان خوش، غیب‌گو، بابای آمریکایی! و پدر غرور اشاره نمود.